# Pogonocephala heteropsis
Pogonocephala heteropsis là một loài bướm đêm thuộc họ Gracillariidae. Nó được tìm thấy ở Queensland.